# Tarangambadi
Tarangambadi (navnet betyder: byen med de syngende bølger) er en sydindisk fiskerlandsby, beliggende på Coromandelkysten ca. 300 km syd for Chennai (tidl. Madras) i delstaten Tamil Nadu, i det sydøstlige Indien. Tidligere (1620-1845) var stedet under navnet Tranquebar en dansk handelskoloni.

## Demografi
I dag bor der omkring 70 mill. tamiler i Tamil Nadu, og i Tarangambadi bor der ca. 10.000 indbyggere, hvoraf hovedparten er fiskere. Syd for Tarangambadi finder man stedet, hvor Uppanar-floden løber ud i havet. Floden er en del af et større flodsystem, der igennem århundreder har skabt betingelser for landbrug baseret på overrisling.

## Klima
Monsuntiden regnes fra oktober til og med december, og i denne periode vanskeliggør kraftig regn og storme livet i landsbyen. I løbet af regntiden ligger temperaturen på omkring 20oC. Fra marts måned stiger temperaturen til omkring 35oC, hvilket dog ofte føles betydelig varmere pga. den fugtige luft.

## Geografi
Tarangambadi ligger på koordinaterne 11.03°N 79.84°E.

## Uddannelse og erhverv
Tarangambadi er i dag kendt som en skoleby, med et betydeligt antal uddannelsesinstitutioner, og mange familier sender deres børn i skole eller på kostskole i byen. Dette afspejler en stærk uddannelsestradition i området, som kan spores tilbage til den danske kolonitid og de europæiske missionærer, der oprettede skoler for lokalbefolkningen.
I Tarangambadi er befolkningen hovedsageligt beskæftiget indenfor fiskeri, handel, landbrug og servicefag. Der er ingen industri i området, og som det har været tilfældet i generationer, er fiskeri og landbrug de dominerende erhverv, og en del af de andre erhvervsindtægter beror, som følge deraf, til dels på fiskernes undertiden relative høje indtægter.
Nogle familier lever imidlertid af deres familiemedlemmers migrationsarbejde i eksempelvis Singapore, Malaysia eller de arabiske lande, og andre familier tjener på at yde landsbybeboere kortsigtede lån med høje renter.
I løbet af de senere år, er landbruget i Tarangambadi og omegn kommet i en krisesituation, idet kystområdet i Cauveri-flodens delta i de senere år ikke har fået tilført overrislingsvand nok til, at bønderne har kunnet dyrke de sædvanlige afgrøder vådris om året. Dertil kommer, at tsunamien i julen 2004 gik ca. 2 kilometer ind i land, og vandet blev fanget i de med jordvolde omkransede marker anlagt til vådris med saltning af jorden til følge, og tsunamibølgerne førte også en del sand med sig. Det vil antagelig tage naturen flere år at rette op på disse skader. Som følge heraf er store landbrugsarealer nu overgået fra intensiv til ekstensiv drift og fungerer nu blot som græsningsområder for geder eller kvæg.

## Religion
Som i resten af Indien er befolkningen i Tarangambadi overvejende hinduer (90%), og sammenlignet dermed er de muslimske og kristne befolkningsgrupper ganske små (10%).
Landsbybefolkningens religiøse tilhørsforhold synliggøres ved, at fiskerne hovedsageligt er hinduer og har deres eget tempel situeret i hjertet af deres landsbykvarter. Syd herfor ligger det muslimske kvarter med moskeen og minareten, og i den gamle danske bydel domineres bybilledet af kirker og kristne citater på bymurene. Biskoppen i Tamil Evangelical Lutheran Church, der blev grundlagt i 1919 efter Leipziger Missionsverk, dansk-hallensisk og svensk mission, har titel af biskop af Tranquebar og residens i Tiruchirapalli.
Disse religiøse forskelle lader imidlertid ikke til at have en stor betydning for befolkning i sammenligning med de sociale skillelinjer.

## Sociale grupper
Officielt set er kastesystemet forbudt i Indien, men i realiteten eksisterer der fortsat en bevidst social adskillelse imellem de forskellige samfundsgrupper i relation til kasteskel.

### Kystfiskernes kaste
Kystfiskernes kaste er den talrigeste i Tarangambadi, derudover er der en stor gruppe Dalitter (kasteløse, urørlige), og grupperne af kristne synes at stamme især fra denne gruppe.

### Dalitternes kaste
Dalitterne bor ligesom fiskerne, hovedsageligt i små og simple palmehytter i deres egen del af landsbyen. De ernærer sig ofte ved at arbejde som daglejere og landarbejdere eller udfører servicejobs, klassificeret som lavkastejobs – eksempelvis at arbejde med skind, hjælpe til ved begravelser samt være musikanter (ved begravelser).
Den store jordløse Dalit-befolkning (kasteløse), der sædvanligvis har ernæret sig som daglejere på bøndernes jorde og været travlt beskæftiget med at tilplante rismarkerne og tage sig af høstarbejdet samt at vedligeholde overrislingskanalerne, er specielt hårdt ramt af landbrugskrisen, og flere familier har i de senere år levet på sultegrænsen. Krisen har nu stået på nogle år, og delstaten Tamil Nadu har endnu ikke fundet en løsning med nabostaten Karnataka, der tilbageholder en del af overrislingsvandet til brug for delstatens egne bønder. En stor del af daglejerne har imidlertid efter tsunamien fundet beskæftigelse i byggeindustrien, bl.a. med opførelsen af en ny landsby til fiskerne længere inde i landet.

### Brahminkasten
I Tranquebar er Brahminkasten kun repræsenteret ved et par familier. Enkelte personer med dette tilhørsforhold udfører bryllupsceremonierne i landsbyen, og andre er blevet ansat i offentlige stillinger. Brahminkasten er den højeste kaste bestående af intellektuelle og præster, som anses for at være bindeledet mellem dødelige mennesker og de hinduistiske guder.

### Andre kaster
Endelig er der en gruppe bestående af en række mindre kaster. Disse har hver især en opfattelse af deres indbyrdes, rangmæssige orden. De har imidlertid det tilfældes, at de alle anser sig selv for socialt rangerende over gruppen af kystfiskere, og at de ligesom fiskerne mere eller mindre udtalt opfatter sig selv som ’rene’ i modsætning til gruppen af Dalitter.
Denne sociale ulighed i Tranquebar giver sig klart til kende i kraft af de forskellige sociale gruppers adskilte bosætning i landsbyen.

## Fiskerne
Fiskeriet ud fra landsbyens kyst har indtil for få år siden traditionelt set foregået fra 6-8 meter lange katamaraner, der består af et antal sammensurrede og tilhuggede tømmerstykker. Til den forreste ende er der surret nogle mindre stykker tømmer som stævn. Masten med det store bomuldssejl er fastgjort i en af tømmerstokkene. Under opholdet i vandet suger træet en del vand og efter en lang dags sejlads holder disse fartøjer sig flydende lige i eller under vandoverfladen og er derfor ret glatte at færdes på, og undertiden må fiskerne smide en del af fangsten over bord. I de senere år har fiskerne i stor stil anskaffet sig plastfiberbåde med udenbordsmotorer. Disse fartøjer er i dagligdagen langt mindre arbejdstunge at have med at gøre end katamaranerne, der hver dag efter endt fiskeri skal skilles ad, så tømmerstykkerne kan tørre i solen.
Efter endt fisketur på havet vender fiskerne tilbage til stranden foran landsbyen og overdrager fangsten til bådejerens hustru. Hun forestår nu personligt salget af fiskene på auktionen, som straks afholdes på stranden. Alt efter årstiden landes der foruden rejer bl.a. aborre, tunfisk, hornfisk, sild og hajarter. Indtægterne bliver efterfølgende delt således, at et arbejdshold på 5 personer deler pengene i 6 lige store dele. Alle hjælperne modtager én part, og bådejeren får to.
På auktionen sælges mange af fiskene til fiskehandelskvinderne i Tarangambadi, der efterfølgende sælger fiskene videre på det lokale marked eller i andre nærtliggende landsbyer. Således supplerer disse kvinder indtægterne i deres familie. Kvinderne tilhører næsten altid familier, der ikke selv ejer både eller net, eller også kan de være enker eller forældreløse, og er som følge deraf ofte en del af fiskersamfundets laveste økonomiske og sociale lag.
Ligesom i de fleste andre sociale grupper i området, bringer kvinderne i fiskerkasten en medgift med sig ind i ægteskabet. Medgiften betales af kvindens familie og består hovedsageligt af penge, guldsmykker og husgeråd, så som køkkenredskaber, køleskab, seng, tv mv. Det er dog forskelligt hvor stor medgiften er. Det er gommens familie, der fastsætter størrelsen, og ikke alle ønsker lige meget. Medgiften er i de seneste år vokset betydeligt i omfang, og opfattes af mange som et onde. På samme tid giver det imidlertid også familien anseelse og et økonomisk sikkerhedsnet i tilfælde af økonomiske kriser, hvis de er i stand til at gifte døtrene ind i gode familier, der forlanger en større medgift. De arrangerede ægteskaber er således medvirkende til, at rigdomme holdes indenfor bestemte familier, og at der gennem ægteskaber dannes alliancer i økonomisk og social henseende, mellem slægter, der tilhører samme sociale lag indenfor fiskerkasten.
Fiskerkasten i Tarangambadi har et magtfuldt kasteråd, et såkaldt panjayat. Det er officielt set ulovligt i Indien, og dog eksisterer de fortsat i mange landsbyer, i bedste velgående. Kasterådet i Tarangambadi, består i dag af 24 mænd, som alle er blevet valgt af fiskerlandsbyens mandlige beboere. Kasterådets rolle i fiskerlandsbyen er at mægle og fælde dom i sager rejst af landsbyboerne og er på den måde med til at opretholde ro og orden i landsbyen. Eksempelvis mægler eller griber de ind med sanktioner, hvis der opstår uoverensstemmelser omkring et låns tilbagebetaling. I enkelte tilfælde yder kasterådet ligeledes lån til nødstedte fiskerhjem. Endvidere deltager rådets medlemmer også i de festligheder og ceremonier, der afholdes i landsbyen. F.eks. har de ansvaret for at bestille og betale en trommeslager og en Brahmin præst til hindubryllupper, og under ceremonien fungerer de som vidner. Hvis der således senere opstår problemer i parrets forhold eller mellem de to svigerfamilier, kan kasterådet gå ind og tage sig af sagen.

## Tsunamien 2004
I 2004 ramte tsunamien forårsaget af Jordskælvet i Det Indiske Ocean 2004 Tarangambadi. Konsekvenserne var overvældende. En stor del af fiskernes bydel blev ødelagt, og mange døde. I årene efter har genopbygningen fyldt meget i landsbybefolkningens liv.
Tarangambadi blev voldsomt ramt under tsunamien. Omkring 800 mennesker omkom, og hytter, ejendele og de traditionelle katamaraner blev ødelagt, ligesom megen landbrugsjord blev ubrugelig, fordi salt fra det oversvømmende havvand ødelagde væksterne og jorden. Delstatsregeringen for Tamil Nadu gav kompensation for omkomne familiemedlemmer og uddelte kuponer, der kunne omsættes til basale fornødenheder. Denne officielle hjælp var dog ikke tilstrækkelig, og efter tsunamien strømmede mange både indiske og internationale hjælpeorganisationer til Tarangambadi for at bidrage med katastrofehjælp. I første omgang afhjalp organisationerne det øjeblikkelige behov for mad, drikkevand, tøj og medicin, og opførte desuden midlertidige boliger til genhusning af de mange hjemløse. Efter denne fase med akut nødhjælp har forskellige organisationer også igangsat mere langsigtede bistands- og genopbygningsprojekter fx rensning af den ødelagte landbrugsjord, bygning af nye permanente boliger, oprettelse af uddannelsestilbud, og igangsættelse af forskellige indkomstgenererende projekter.
Før tsunamien fiskede fiskerne fra både katamaraner og plastfiberbåde, men under katastrofen mistede mange fiskere deres fartøjer. I den efterfølgende genopbygning valgte mange NGO'er at udstyre fiskerne med nye motordrevne plastfiberbåde. I dag skal man se godt efter for at få øje på en katamaran på stranden. Fiskeriet fortsætter dog, som det altid har gjort, mens det følger årets gang samt vejrets og havets luner.

## Dansk Antropologisk Forskning
Siden begyndelsen af 1980’erne har antropolog Esther Fihl gennem tilbagevendende etnografiske feltarbejder beskæftiget sig med kystfiskerne i Tarangambadi. De sociale og kulturelle transformationsprocesser internt i fiskerkasten og i forholdet til andre kaster i området har gennemgående været i fokus for hendes forskning.
Med Nationalmuseets Tranquebar Initiativ, der var med på Galathea3 Ekspeditionen har både Esther Fihl og en lang række andre forskere fået mulighed for at bedrive forskning relateret til landsbyen. Tranquebar Initiativet har således dannet rammen om en række delprojekter, der alle som omdrejningspunkt har studiet af kulturmøder i Tranquebar – før og nu. Det overordnede perspektiv er at bevare og formidle den fælles indisk-danske kulturarv i Tranquebar og at udforske historisk materiale om dansk kolonialisme fra både et dansk og et tamilsk perspektiv. Det har tillige været et mål at relatere de historiske emner til den nutidige befolknings sociale og kulturelle livsbetingelser.